# Rekenyeújfalu
Rekenyeújfalu (szlovákul: Rakovnica, korábban Rekeňany) község Szlovákiában, a Kassai kerület Rozsnyói járásában.

## Fekvése
Rozsnyótól 5 km-re, nyugatra található.

## Története
A település Berzéte határában keletkezhetett a 13. század második felében. Már ekkor állt Szent Mária Magdolna tiszteletére szentelt kápolnája. 1290 és 1352 között a Máriássy család birtoka. 1327-ben „Rakunchas” néven a bozóki uradalom részeként említik először. 1339-ben „Rokunchas”, 1351-ben „Rakoicha”, 1362-ben „Rakonchas” alakban szerepel az írott forrásokban. 1416-ban „Rakonchas a. n. Zenegetew sive Wyfalu” alakban említik. 1427-ben 21 portát számláltak a faluban mely a Bebek családnak adózott. A 16. századtól a krasznahorkai váruradalom része volt, így az Andrássyak birtoka. Lakói mezőgazdaságból és bányászatból éltek. 1709-1710-ben a pestis 109 áldozatot szedett a községben.
A 18. század végén Vályi András így ír róla: „Rekenye Újfalu. Gömör Várm. földes Urai több Urak, fekszik Rozsnyóhoz közel, ’s ennek filiája.”
A 19. század közepén Fényes Elek eképpen írja le: „Rekenye (Ujfalu), Rekenja, tót falu, Gömör vgyében, Rosnyóhoz 1 órányira: 109 kath., 339 evang. lak., kik vasat ásnak, s azt hámorokba hordják. – Határa hegyes, sziklás és sovány. A csetneki uradalomhoz tartozik. Ut. p. Rosnyó.”
Borovszky monográfiasorozatának Gömör-Kishont vármegyét tárgyaló része szerint: „Rekenyeújfalu, A pelsőczi Nagyhegy alatt fekvő tót kisközség, 85 házzal és 470 ág. h. ev. és róm. kath. vallású lakossal. Szintén a csetneki uradalomhoz tartozott és 1362-ben Wyfalw al. nom. Ratonkenecht alakban szerepel. 1416-ban Rakonchas, alio nomine Zenegetev sive Wifalu körülirással említik és ekkor Bubek János tárnokmester a földesura. 1659-ben az Andrássyak bírják, 1707-ben Bercsényi Zsigmond, 1736-ban pedig a Máriássyak. 1786-ban a német Reiken és a tótos Rekenant neve is felbukkan. A mult század elején Rekenya néven is említik. Ide tartozik Ivágyó puszta. Evangélikus 88és katholikus temploma van, de építési idejük ismeretlen. A község postája Berzéte, távírója és vasúti állomása Rozsnyó.”
1920-ig Gömör-Kishont vármegye Rozsnyói járásához tartozott. 1939 és 1945 között újra Magyarország része volt.

## Népessége
| Év:            | 1994. | 2004.   | 2014.   | 2024.   |
| -------------- | ----- | ------- | ------- | ------- |
| Emberek száma: | 602   | 586     | 591     | 570     |
| Eltérés:       |       | -2,65 % | +0,85 % | -3,55 % |

| Év:            | 2023. | 2024.   |
| -------------- | ----- | ------- |
| Emberek száma: | 577   | 570     |
| Eltérés:       |       | -1,21 % |

1773-ban 25 jobbágy és 24 zsellércsaládja volt.
1828-ban 42 házában 448 lakos élt.
1910-ben 517, túlnyomórészt szlovák lakosa volt.
2001-ben 608-en lakták, ebből 590 szlovák és 14 magyar.
2011-ben 612-en lakták: 566 szlovák és 14 magyar.

## Nevezetességei
- A Magdolna-kápolna a 13. század közepén épült, oltára 17. századi reneszánsz-barokk stílusú.
- Evangélikus temploma 1836-ban épült klasszicista stílusban. 1866-ban megújították. Oltára 18. századi későbarokk.
- Római katolikus temploma 1827-ben épült.